# Calophyllum eputamen
Calophyllum eputamen är en tvåhjärtbladig växtart som beskrevs av P.F. Stevens. Calophyllum eputamen ingår i släktet Calophyllum och familjen Calophyllaceae. Utöver nominatformen finns också underarten C. e. grandis.